# Јеменка (притока Ловата)
Јеменка или Јаменка (рус. Еменка, Яменка) река је која протиче преко територија Невељског и Великолушког рејона Псковске области на западу европског дела Руске Федерације. Десна је притока реке Ловат и део басена реке Неве и Балтичког мора.
Свој ток започиње као отока ледничког језера Јеменец на крајњем југу Псковске области. У горњем делу тока тече у смеру севера, а затим низводно од града Невеља, кроз чији центар протиче, скреће у смеру истока и тај правац задржава све до свог ушћа у Ловат. На свега 120 km пре ушћа протиче кроз малено језеро Комша (површине свега 0,7 km²). На свом току протиче још и кроз језеро Невељ.
Дужина водотока је 64 km, док је површина сливног подручја око 722 km².